# The New Standard
Albums de Herbie Hancock
Dis Is Da Drum
(1994) 1 + 1
(1997)
The New Standard est un album jazz d'Herbie Hancock sorti en 1996.

## Titres
| No  | Titre                                 | Musique                                         | Durée |
| --- | ------------------------------------- | ----------------------------------------------- | ----- |
| 1.  | New York Minute                       | Don Henley, Danny Kortchmar, Kai Winding        | 8:33  |
| 2.  | Mercy Street                          | Peter Gabriel                                   | 8:36  |
| 3.  | Norwegian Wood (This Bird Has Flown)  | John Lennon, Paul McCartney                     | 8:04  |
| 4.  | When Can I See You                    | Kenny « Babyface » Edmonds                      | 6:15  |
| 5.  | You've Got It Bad Girl                | Stevie Wonder, Yvonne Wright                    | 7:13  |
| 6.  | Love Is Stronger Than Pride           | Sade Adu, Andrew Hale, Stuart Matthewman        | 7:57  |
| 7.  | Scarborough Fair                      | Traditionnel, d'après Paul Simon, Art Garfunkel | 8:25  |
| 8.  | Thieves in the Temple                 | Prince                                          | 7:30  |
| 9.  | All Apologies                         | Kurt Cobain                                     | 5:04  |
| 10. | Manhattan (Island of Lights and Love) | Herbie Hancock, Jean Hancock                    | 4:05  |

## Musiciens
- Herbie Hancock - piano
- Michael Brecker - saxophones ténor et soprano
- John Scofield - guitares acoustique et électrique, sitar électrique
- Dave Holland - basse
- Jack DeJohnette - batterie, percussions électriques
- Don Alias - percussions